# Rimski statut Međunarodnoga kaznenog suda
██ države stranke Rimskog statuta
██ države potpisnice Rimskog statuta
Rimski statut Međunarodnoga kaznenog suda je međunarodni ugovor kojim je osnovan Međunarodni kazneni sud. Usvojen je diplomatskoj konferenciji u Rimu 17. srpnja 1998., a stupio je na snagu 1. srpnja 2002. godine. U srpnju 2011. 116 država su stranke Statuta. Statutom se između ostalog uspostavljaju funkcije Suda, njegova nadlženost i struktura.

## Vanjske poveznice
- Rimski statut Međunarodnoga kaznenog suda